# Hans Leo Hassler
Hans Leo Hassler (født 5. november 1564, død 8. juni 1612) var en tysk komponist og organist i Augsburg og Nürnberg. Han skrev i 1601 den melodi, der i dag bruges, når man synger Paul Gerhardts salme "Befal du dine veje".